# Lenophila dentipes
Lenophila dentipes är en tvåvingeart som först beskrevs av Guerin-meneville 1843.  Lenophila dentipes ingår i släktet Lenophila och familjen bredmunsflugor. Inga underarter finns listade i Catalogue of Life.